# Кийт Паркинсън
Кийт Паркинсън (на английски: Keith Parkinson) е американски художник и илюстратор. Той става известен със своите илюстрации за фентъзи книги, както и с рисунките си за компютърни игри, като Everquest, Magic: The Gathering и Vanguard: Saga of Heroes.
Паркинсън завършва дизайн през 1980 г. и започва работа, като участва в дизайна на някои от ранните видеоигри. По-късно илюстрира корици на книги, опаковки за игри, списания и календари. Сред авторите, чиито корици илюстрира са Тери Гудман, Тери Брукс, Маргарет Вайс и Трейси Хикман.
През 1995 г. Кийт Паркисън започва да се занимава с дизайн на компютърни игри, като първият му проект е Guardians. След 2000 г. това се превръща в основната му дейност, като през този период създава известната графика на оригиналния вариант на Everquest и първите му три разширения. Той издава и няколко книги с рисунки, свързани с игрите, върху които работи.
Паркинсън умира през 2005 г. от левкемия.